# Idaea impexa
Idaea impexa là một loài bướm đêm trong họ Geometridae.